# Bobè
Bobè è un arrondissement del Benin situato nella città di Bantè (dipartimento delle Colline) con 5.129 abitanti (dato 2006).